# Esenbeckia dubia
Esenbeckia dubia är en tvåvingeart som beskrevs av Lutz 1909. Esenbeckia dubia ingår i släktet Esenbeckia och familjen bromsar. Inga underarter finns listade i Catalogue of Life.